# Nyodes punctatoides
Nyodes punctatoides là một loài bướm đêm trong họ Noctuidae.